# 里加镇
里加镇是巴西马托格罗索州的一个市镇。总面积7433.445平方公里，总人口18929人，人口密度2.5人/平方公里。